# Лучу (комуна)
Лучу (рум. Luciu) — комуна у повіті Бузеу в Румунії. До складу комуни входять такі села (дані про населення за 2002 рік):
- Караджеле (932 особи)
- Лучу (2045 осіб) — адміністративний центр комуни

Комуна розташована на відстані 97 км на північний схід від Бухареста, 27 км на південний схід від Бузеу, 90 км на південний захід від Галаца, 137 км на південний схід від Брашова.

## Населення
За даними перепису населення 2002 року у комуні проживали 2977 осіб.
Національний склад населення комуни:
| Національність | Кількість осіб | Відсоток |
| -------------- | -------------- | -------- |
| румуни         | 2852           | 95,8%    |
| цигани         | 125            | 4,2%     |

Рідною мовою назвали:
| Мова      | Кількість осіб | Відсоток |
| --------- | -------------- | -------- |
| румунська | 2946           | 99,0%    |
| циганська | 31             | 1,0%     |

Склад населення комуни за віросповіданням:
| Релігія       | Кількість осіб | Відсоток |
| ------------- | -------------- | -------- |
| православні   | 2965           | 99,6%    |
| адвентисти    | 7              | 0,2%     |
| лютерани      | 4              | 0,1%     |
| п'ятдесятники | 1              | < 0,1%   |